# Холодные дни
«Холодные дни» (венг. Hideg napok; в советском прокате «Облава в январе») — венгерский фильм 1966 года режиссёра Андраша Ковача. Сценарий написан по одноимённому роману Тибора Череша.
Фильм получил Главный приз Кинофестиваля в Карловых Варах в 1966 году (гран-при «Хрустальный глобус» в тот год не присуждался).
В 1968 году фильм был включён в т. н. «Будапештскую дюжину» лучших фильмов венгерской кинематографии.

## Сюжет
1946 год. Сидя в тюремной камере в ожидании суда, четверо венгерских военных вспоминают позорные события холодных дней 1942 года, когда венгерские солдаты участвовали в резне в городе Нови-Сад, когда было убито несколько тысяч сербов и евреев. Они пытаются переосмыслить степень индивидуальной ответственности за жестокие убийства, совершенные ими в военное время. Каждый пытается свести к минимуму своё личное участие. И никто из них не готов взять на себя ответственность за совершенные преступления — каждый уверяет, что он лишь исполнял приказы…

## В ролях
- Золтан Латинович — майор Бюки
- Иван Дарваш — капитан Тарпатаки
- Тибор Силадьи — прапорщик Поздор
- Адам Сиртеш — капрал Сабо
- Маргит Бара — Роза, жена майора
- Тери Хорват — кассир
- Ирен Пшота — Бетти
- Мари Семеш — Милена
- Эва Вашш — Эдит
- Тамаш Майор — Йожеф Грашши, командир венгерской 26-й ваффен-гренадерской дивизии СС
- Янош Зач — Ференц Фекетехальми-Чейднер
- Иштван Авар — Дорнер
- Дьюла Бенкё — Кассени
- Габор Конц — Жарко
- Йожеф Мадараш — пулемётчик
- Иштван Буйтор — Казимир Наги
- Эзе Лайош — Шандор Кепиро

## О фильме
Мне говорили: не надо снимать этот фильм, он оскорбит национальные чувства. Зачем вспоминать дурное? Кому сегодня дело до того, что четверть века назад венгерские солдаты вырезали население городка Нови Сад? Но фильм поддержали, и националисты оказались в меньшинстве…— Андраш Ковач
Из-за затронутой режиссёром темы у него были сложности со съёмками, после выхода фильм имел широкий резонанс.
Острая полемика по фильму не стихала с годами, в 1989 году французский кинокритик Жан-Пьер Жанколас в своей книге, посвященной венгерскому кино, писал:.

Нужно ли было ворошить это прошлое, рискуя запятнать имидж Венгрии в международном сообществе? … «Холодные дни» — это «работа моралиста». Но открываемая им дискуссия о вине не сводится к экзистенциалистской пьесе: благодаря изяществу её постановки эффект реальности вызывает эмоции, которые раздувают и взрывают риторику.
Оригинальный текст (фр.)Fallait-il remuer ce passé, au risque de ternir l’image de la Hongrie auprès de la communauté internationale ? …Jours glacés est donc " œuvre de moraliste. Mais le débat qu’il ouvre sur la culpabilité ne se réduit pas à une pièce de théâtre existentialiste : par la grâce de sa mise en scène, un effet de réel fait naître une émotion qui gonfle et fait éclater la rhétorique

Лента «Холодные дни», хроникальная по манере, но приобретающая метафорический смысл благодаря названию. Холодные дни — не признак зимы. Это прошлое, которое внушает чувство стыда и является муками совести для всей Венгрии.— киновед Сергей Кудрявцев